# Valsenestre
Valsenestre est un hameau de France situé en Isère, sur la commune de Valjouffrey composée des autres villages et hameaux de la Chalp — qui abrite la mairie —, les Faures, le Désert en Valjouffrey et la Chapelle en Valjouffrey.
Le village est implanté à la confluence du Béranger et du Rif, à 1 300 mètres d'altitude, dans le massif des Écrins. Des cinq principaux hameaux qui composent la commune, c'est le seul à se trouver dans la vallée du Béranger et non de la Bonne. Il est dominé par la roche de la Muzelle au nord-est.
Le hameau est inclus dans la réserve naturelle nationale de la haute vallée du Béranger entièrement entourée par le parc national des Écrins. Il est situé sur le sentier de grande randonnée 54 dont il est l'un des points de départ.

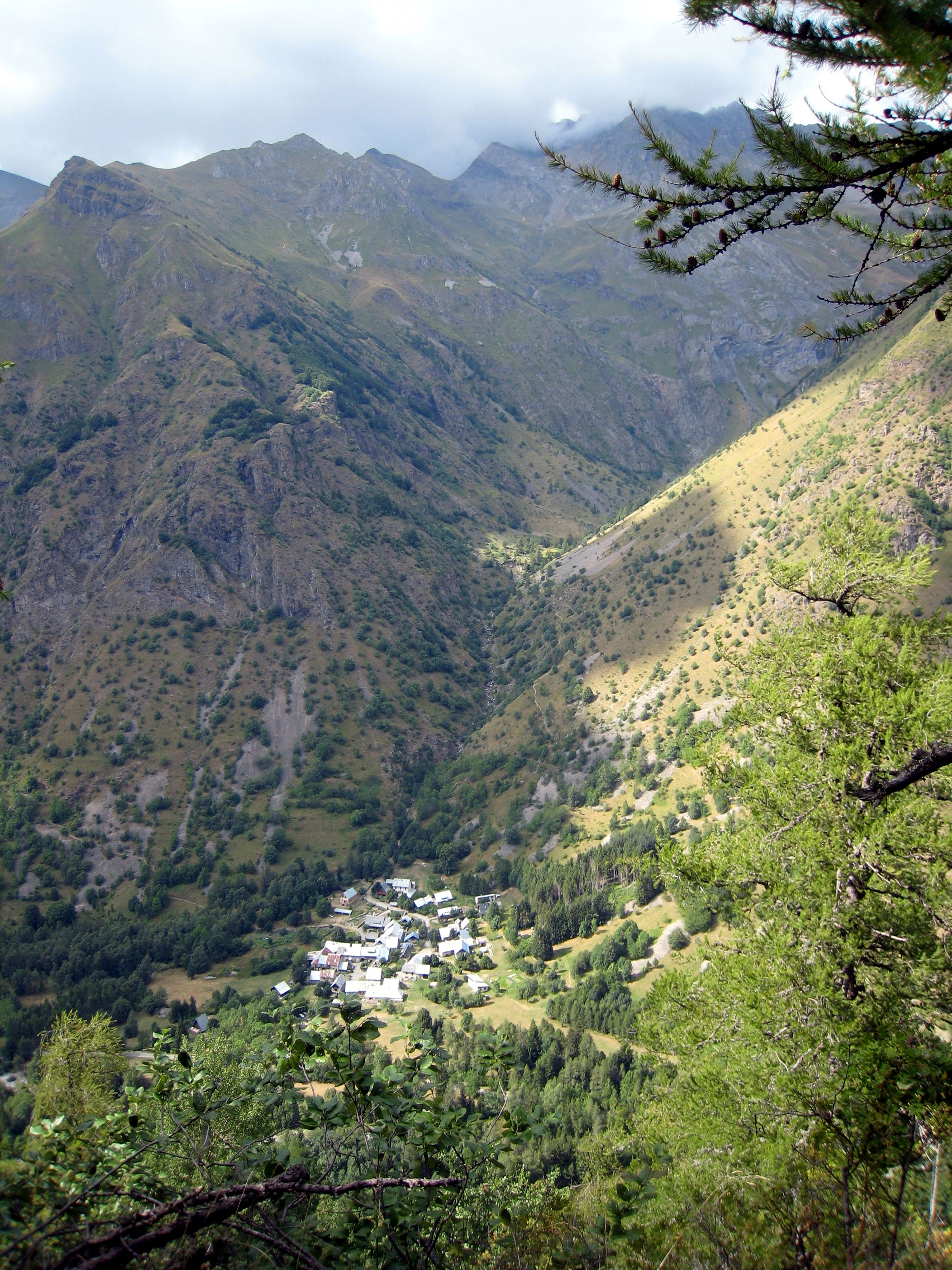
Valsenestre depuis la combe Oursière au sud.